# Green River (Tennessee)
Der Green River (englisch für „Grüner Fluss“) das größte Fließgewässer im Wayne County im US-Bundesstaat Tennessee.
Die Quelle des Green River liegt ungefähr 7 Meilen südöstlich des Hauptortes Waynesboro, und der Fluss fließt dann in nordöstlicher Richtung dorthin. Danach wendet er sich stark mäandrierend fast genau nach Norden, um dann knapp südlich der Grenze zum Perry County in den Buffalo River zu münden.
Er wird zur Wasserversorgung Waynesboros genutzt. Die wohl namensgebende grünlich-blaue Farbe ist besonders im Unterlauf zu beobachten.